# Chad St. Onge
Chad St. Onge (ur. 12 września 1980 r.) – amerykański narciarz, specjalista narciarstwa dowolnego. Nigdy nie startował na mistrzostwach świata ani na igrzyskach olimpijskich. Najlepsze wyniki w Pucharze Świata osiągnął w sezonie 1996/1997, kiedy to zajął trzecie miejsce w klasyfikacji kombinacji.
W 2000 r. zakończył karierę.

## Sukcesy

### Puchar Świata

#### Miejsca w klasyfikacji generalnej
- 1996/1997 – -

#### Miejsca na podium
1. Lake Placid – 13 stycznia 1997 (Kombinacja) – 2. miejsce
2. Breckenridge – 25 stycznia 1997 (Kombinacja) – 3. miejsce

- W sumie 1 drugie i 1 trzecie miejsce.